# Престолонаследник Саудијске Арабије
Престолонаследник Саудијске Арабије (арап. ولي العهد, вали-ул-'ахд) је наследник саудијског престола, кога је именовао краљ Саудијске Арабије; заузима други најважнији положај у краљевству после краља и његов је наследник.
Тренутно, престолонаследник, након што га именује краљ, преузима овлашћења уз одобрење Савета оданости. Овај поредак успоставио је краљ Абдулах. За време одсуства краља, принц влада земљом док се краљ не врати. При томе се његова титула мења из престолонаследника и заменика премијера у заменика „чувар две свете џамије“ (арап. خادم الحرمين الشريفين), док се краљ не врати у краљевство.

## Историја положаја престолонаследника
Последњи престолонаследник друге саудијске државе био је Ибн Сауд, који је ту титулу изгубио када је његов отац Абдул Рахман ибн Фајсал изгубио државу након што су Рашиди освојили Ријад 1890. године. Ел Сауди су отишли у егзил и склонили се у Арапске земље Персијског залива скоро деценију. После пораза у бици код Сарифа 1900. године, Абдул Рахман је одустао од свих амбиција да поврати своју баштину. Упркос томе, Ибн Сауд и његови рођаци су остали одлучни да поврате Неџд. Током раних 1900-их, Сауди су ишли у вишеструке јуришне експедиције и освајачке ратове како би покушали да поврате Неџд од Рашида. Њихови напори су били веома успешни, 1932. године, након што је управљао Неџдом и Хиџазом као двема одвојеним државама, ујединио их је и формирао трећу саудиску државу.
Абд ал-Азиз ибн Сауд се прогласио краљем и одредио Сауда, једног од својих синова, за престолонаследника. Када је краљ Ибн Сауд размишљао о сукцесији пре своје смрти, сматрало се да фаворизује принца Фајсала као могућег наследника у односу на престолонаследника Сауда због Фајсаловог опсежног знања из вишегодишњег искуства.
Много година раније, краљ Ибн Сауд је препознао Фајсала као најбриљантнијег од својих синова и дао му вишеструке одговорности у рату и дипломатији. „Само бих волео да имам три Фајсала“, рекао је једном краљ Ибн Сауд када је разговарао о томе ко ће га наследити. Међутим, краљ Ибн Сауд је донео одлуку да задржи принца Сауда као престолонаследника. Његове последње речи упућене двојици синова, будућем краљу Сауду и следећем у реду принцу Фајсалу, који су се већ међусобно борили, биле су: „Ви сте браћа, уједините се!" Непосредно пре своје смрти, краљ Абдулазиз је изјавио: „Заиста, моја деца и моја имовина су моји непријатељи.

## Наслеђивање
После смрти краља Ибн Сауда сви краљеви су били његови синови, а вероватно сви непосредни наследници владајућег краља Салмана ће бити из његовог потомства. Сматра се да синови Ибн Сауда имају примарно право на трон Саудијске Арабије. Ово чини саудијску монархију прилично различитом од западних монархија, које обично имају велике, јасно дефинисане краљевске породице и редослед сукцесије, и користе апсолутни прворођени систем сукцесије. За кратко време, три престолонаследника су умрла од старости један за другим. Краљ Салман је 29. априла 2015. променио систем сукцесије, разрешио је Мукрина са функције најмлађег од синова Ибн Сауда, који је постао престолонаследник, након измене закона сукцесије именовао је другог потпредседника владе Мухамед ибн Наифа, који је постао нови наследник саудијског престола. Наиф је био први унук Ибн Сауда који је био у наследству пре него што је смењен са положаја престолонаследника краљевским декретом 2017. године. Тренутни престолонаследник и вероватно будући краљ је Мухамед ибн Салман.
Престолонаследници Саудијске Арабије (од 1933. до данас)
| Име владара                   | Животни век                                    | Почетак владавине         | Крај владавине                       | Белешке                                                                               | Династија | Слика                       |
| Сауд سعود                     | 15. јануар 1902. — 23. фебруар 1969. (67 год.) | 11. маја 1933             | 9. новембра 1953. (постао краљ)      | Син Ибн Сауда и Вадхе ибн Мухамад ел Ораир                                            | Сауд      | Сауд од Саудијске Арабије   |
| Фајсал فيصل                   | 14. април 1906. — 25. март 1975. (68 год.)     | 9. новембар 1953.         | 2. новембар 1964. (постао краљ)      | Син Ибн Сауда и Тарфа ибн Абдулах ел Шеик                                             | Сауд      | Фејсал од Саудијске Арабије |
| Мухамед محمد                  | 4. март 1910. — 25. новембар 1988. (78 год.)   | 2. новембар 1964.         | 29. марта 1965. (поднео оставку)     | Син Ибн Сауда и Ел Јавхара ибн Мусаед ел Јилуви                                       | Сауд      | Фајсал од Саудијске Арабије |
| Халид خالد                    | 13. фебруар 1913. — 13. јун 1982. (69 год.)    | 29. март 1965.            | 25. март 1975. (постао краљ)         | Син Ибн Сауда и Ел Јавхара ибн Мусаед ел Јилуви                                       | Сауд      | Халид од Саудијске Арабије  |
| Фахд فهد                      | 16. март 1921. — 1. август 2005. (84 год.)     | 25. март 1975.            | 13. јун 1982. (постао краљ)          | Син Ибн Сауда и Хусе ибн Ахмед ел Судаири                                             | Сауд      | Фахд од Саудијске Арабије   |
| Абдулах عبد الله              | 1. август 1924. — 22. јануар 2015. (90 год.)   | 13. јун 1982.             | 1. август 2005. (постао краљ)        | Син Ибн Сауда и Фахде ибн Аси ел Шураим                                               | Сауд      |                             |
| Султан سلطان                  | 1. август 1931. — 22. октобар 2011. (80 год.)  | 1. августа 2005. године.  | 22. октобра 2011. (умро на функцији) | Син Ибн Сауда и Хусе ибн Ахмед ел Судаири                                             | Сауд      |                             |
| Наиф نايف                     | 23. август 1934. — 16. јун 2012. (77 год.)     | 22. октобра 2011. године. | 16. јуна 2012. (умро на функцији)    | Син Ибн Сауда и Хусе ибн Ахмед ел Судаири                                             | Сауд      |                             |
| Салман سلمان                  | 31. децембар 1935.                             | 16. јуна 2012.            | 23. јануар 2015. (постао краљ)       | Син Ибн Сауда и Хусе ибн Ахмед ел Судаири                                             | Сауд      | Салман од Саудијске Арабије |
| Мукрин مقرن                   | 15. септембар 1945.                            | 23. јануар 2015.          | 28. април 2015. (замењен)            | Син Ибн Сауда и Бараке ел Јаманијах. Промењена шема сукцесије.                        | Сауд      | Салман од Саудијске Арабије |
| Наиф محمد بن نايف             | 30. август 1959.                               | 28. април 2015.           | 21. јуна 2017. (замењен)             | Син Наифа Нећак Салмана. Постао је наследник после промене система наследства.        | Сауд      | Мухамед ибн Наиф            |
| Мухамед محمد بن سلمان آل سعود | 31. август 1985.                               | 21. јуна 2017.            | на власти                            | Син Краља Салмана. чланови краљевог савета за заклетву 31 од 34 одобрио је именовање. | Сауд      | Мухамед ибн Салман          |